# زوریا ماشپروئکت
زوریا ماش‌پِروئِکت (اوکراینی: ДП НВКГ «Зоря» — «Машпроект») یک مجموعه پژوهشی و تولیدی است که متخصص در ساخت و ساز توربین گاز می‌باشد. این مجتمع در شهر میکولائیف، اوکراین واقع شده و بخشی از شرکت دولتی صنایع دفاع اوکراین (Ukroboronprom) است.